# TipsArena Linz
Die TipsArena ist eine Linzer Sport- und Multifunktionshalle am Froschberg, direkt neben der Linzer Raiffeisen Arena. Sie kann bis zu 8.755 Besucher aufnehmen und ist damit einer der größten Veranstaltungshallen in Linz. Die Halle wurde vom Architekten Gerhart Hinterwirth geplant und im März 2003 nach dreijähriger Bauzeit offiziell eröffnet.
Neben Sportveranstaltungen finden auch Konzerte, Shows, Musicals, Firmenevents und Kongresse in der Halle statt. Nach Angaben des Betreibers LIVA können praktisch alle (Indoor-)Sportarten in der Halle geboten werden (von Leichtathletik über Hallenfußball bis zu Boxen, Motocross Jump- und Stuntshows).

## Geschichte
Die Errichtung einer Sporthalle nahe dem Stadion wurde 1970 vom Gemeinderat beschlossen. 1972 wurde der Bau begonnen, die offizielle Eröffnung fand am 26. September 1974 statt.
Im Juni 2000 fand der Spatenstich zur Neuerrichtung der Halle statt. Die neue Halle mit der Bezeichnung Intersport Arena ersetzte dabei die alte Linzer Sporthalle. Die neue Halle wurde von Architekten Gerhart Hinterwirth geplant. Sie wurde nach rund dreijähriger Bauzeit am 7. März 2003 offiziell eröffnet.
Hauptsponsor und Namensgeber ist seit 2010 die Zeitung Tips. Mit 1. Jänner 2010 wurde die Halle auf TipsArena unbenannt.

## Hallenausstattung
Die Halle verfügt über eine Hallenfläche von etwa 4000 m² und einen Brutto-Rauminhalt von etwa 135.000 m³.
Die sechsbahnige 200-m-Laufbahn mit überhöhten Kurven ist das Herzstück der Arena. Besonderer Wert wurde auf Flexibilität und raschen Nutzungswechsel gelegt. Mobile Tribünen, versenkbare Laufbahn und unterschiedliche Bodenbeläge für verschiedene Sportarten lassen diverse Varianten zu.